# Route nationale 3a (Madagaskar)
Route Nationale 3a (RN 3a) is een nationale weg in Madagaskar van 149 kilometer, de weg loopt vanaf ten noorden van Andilanatoby linksom het Alaotrameer naar Andilamena. De weg is geheel gelegen in de regio Alaotra-Mangoro.